# 金尚憲
金尚憲（1570年—1652年），字叔度，號清陰、石室山人、西磵老人，朝鮮王朝時期政治人物。

## 生平
金尚憲本貫安東金氏（新），是金克孝之子，與金尚容、金尚宓是兄弟，後來過繼給伯父金大孝當養子。金尚憲是尹根壽的門人，在政治派別上屬於西人黨，官至副承旨。1611年，受大北派首領鄭仁弘打壓，左遷廣州牧使。1613年，發生癸丑獄事和廢仁穆大妃的事件。金尚憲竭力反對光海君廢黜仁穆大妃，被罷官還鄉。
仁祖反正後任大司諫，遷禮曹判書。此後西人黨分裂為以金尚憲為首的清西派和金自點為首的勳西派。天啓六年（1626年）閏六月，朝鮮仁祖委任金尚憲為朝天使，經海路往北京面聖辯誣，向明熹宗澄清毛文龍指朝鮮暗通後金的誣陷，其使行見於其所著的《朝天錄》。金尚憲在丁卯胡亂和丙子胡亂之中力主抗清，與以吏曹判書崔鳴吉為首的主和派對立。1637年朝鮮仁祖決定向清朝投降之時（即丁丑下城），崔鳴吉奉命寫降表，金尚憲扯裂之並痛哭失聲。戰後辭官隱居。但在1640年被告發與明朝勾結，被清朝逮捕，押往盛京（今瀋陽）囚禁。
1649年，被孝宗任命為左議政。翌年致仕。死後諡文正，追贈領議政，配享太廟。

## 著作
著有《野人談錄》、《讀禮隨抄》等。後世為新安東金氏出身的朝鮮官員多是其後裔。

## 诗歌
|  | 别了，三角山！再见，汉江水！故国山川实难舍。时势太艰难，此去何日还？ ——金尚宪《别了，三角山》译诗:246 |